# Klinische Kinderpsychologie
Die Klinische Kinderpsychologie entstand als Teildisziplin der Psychologie an der Schnittstelle zwischen Klinischer Psychologie und Entwicklungspsychologie. In Abgrenzung zur Entwicklungspsychologie, die sich mit der normalen Entwicklung von Kindern und Jugendlichen beschäftigt, untersucht die Klinische Kinderpsychologie die Entstehung und Auswirkungen von psychischen Störungen.
Die Klinische Kinderpsychologie wurde entscheidend durch ihre Nachbardisziplinen geprägt, zu denen die Kinderheilkunde (Pädiatrie), die Heil- und Sonderpädagogik, die Kinderneurologie und Kinder- und Jugendpsychiatrie zählen. Gemeinsam mit ihren Nachbardisziplinen wendet sich die Klinische Kinderpsychologie Problemstellungen der Diagnostik und Therapie im Kindes- und Jugendalter zu. Im Vergleich zur Klinischen Psychologie des Erwachsenenalters zeichnen sich die Diagnostik und Behandlung in der Klinischen Kinderpsychologie durch die Orientierung an entwicklungspsychologischen Erkenntnissen aus.

## Beschreibung der Klinischen Kinderpsychologie
Die Klinische Kinderpsychologie lässt sich durch die folgenden fünf Merkmale beschreiben:
- Zugrundelegung eines biopsychosozialen Ätiologiekonzeptes
- Entwicklungspsychopathologische Perspektive, das heißt die integrative Betrachtung normaler und abweichender Entwicklungsverläufe, die empirische Absicherung von Entwicklungsmodellen psychischer Störungen mit der Berücksichtigung von Risikofaktoren und Schutzfaktoren und die Realisierung einer entwicklungsorientierten Klassifikation, Diagnostik und Intervention
- Ressourcenorientierung im Kontext der Klassifikation, Diagnostik und Intervention
- Ökologische, transaktionale Perspektive, das heißt die umfassende Berücksichtigung und Einbeziehung von Eltern und Familie sowie sonstigen wichtigen Bezugspersonen und Lebensumwelten des Kindes
- Prävention und frühe Intervention, das heißt Vorbeugung oder möglichst frühe Erkennung von Entwicklungsrisiken/Verhaltensauffälligkeiten von Kindern und Jugendlichen als vorrangiges Ziel

## Fragestellungen der Klinischen Kinderpsychologie
Kinder und Jugendliche müssen in ihrem Entwicklungsverlauf altersspezifische Aufgaben und Anforderungen bewältigen, zudem sind sie von ihren erwachsenen Bezugspersonen abhängig. Aus diesen Konstellationen ergeben sich spezifische Fragestellungen, mit denen sich die Klinische Psychologie des Erwachsenenalters nicht auseinandersetzen muss.
Nach Petermann beschäftigt sich die Klinische Kinderpsychologie mit den folgenden Fragestellungen:
- Welche Merkmale bilden Frühindikatoren für psychische Störungen und wie früh kann man solche „Vorläufer“ zuverlässig bestimmen?
- Welche entwicklungs- bzw. altersbedingten Verletzlichkeiten (Vulnerabilitäten) kennzeichnen die frühe Entwicklung eines Kindes und aufgrund welcher Mechanismen treten Entwicklungsabweichungen auf?
- Von welchen Bedingungen hängt die psychische Widerstandsfähigkeit eines Kindes (Resilienz) im Kontext der Alltags-, Krankheits- und Krisenbewältigung ab?
- Welche Faktoren bestimmen das Belastungsempfinden und die Bewältigungskompetenz eines Kindes und wie wird dies durch familiäre Prozesse moderiert?
- Durch welche Merkmale sind psychisch robuste Kinder gekennzeichnet und durch welche Mechanismen sind sie in der Lage, unter besonders widrigen Umständen dennoch psychisch „gesund“ zu bleiben?
- In welcher Form beeinflussen frühe familiäre Interaktionsmuster und Aspekte der Temperamentsentwicklung die sozial-emotionale Entwicklung eines Kindes und Jugendlichen?
- In welcher Form kann ein Wechsel des sozialen Milieus die Entwicklungsprognose eines Kindes günstig beeinflussen?
- Durch welche Erhebungsverfahren lassen sich Ressourcen eines Kindes und die des familiären Umfeldes erfassen und in welcher Form kann man diese für die Planung und Durchführung von Interventionen nutzen?
- Welche symptombezogenen Entwicklungsmodelle können einer entwicklungsorientierten Diagnostik und Interventionsplanung zugrunde gelegt werden?
- Wie bedeutsam sind neurobiologische und genetische Befunde, um psychische Störungen im Kindes- und Jugendalter zu erklären und was resultiert daraus für die Prävention und Behandlung?

## Anwendungsgebiete der Klinischen Kinderpsychologie
Insgesamt lassen sich vier wichtige Anwendungsgebiete der Klinischen Kinderpsychologie unterscheiden:

### Kinderpsychotherapie
Die Kinderpsychotherapie einschließlich der Diagnostik psychischer Störungen ist das traditionelle Anwendungsgebiet der Klinischen Kinderpsychologie. Genau genommen ist Kinderpsychotherapie inhaltlich nicht von der Jugendlichenpsychotherapie zu trennen. Beide werden professionell ausgeübt vom approbierten Kinder- und Jugendlichenpsychotherapeuten, einem Berufsbild, das 1999 geschaffen und gesetzlich verankert wurde. In Deutschland werden drei Ausrichtungen vom Krankenkassensystem finanziert: Analytische Psychotherapie, Tiefenpsychologisch fundierte Psychotherapie und Verhaltenstherapie. Einige Autoren haben den Versuch unternommen, Ansätze einer allgemeinen Kinderpsychotherapie zu skizzieren. Hierzu zählt die multimodale Kinderpsychotherapie, die sich nach Manfred Döpfner als „eine problemorientierte, individualisierte, sequenzielle und adaptive, entwicklungs- und ergebnisorientierte Therapie charakterisieren [lässt], die auf der Grundlage allgemeiner Wirkprinzipien evidenzbasierte Interventionsmethoden anwendet, dabei den spezifischen Kontext berücksichtigt, in dem die Probleme auftreten und mehrere Interventionsebenen integriert“. In der multimodalen Kinderpsychotherapie werden die Kinder aktiv dabei unterstützt, Probleme in der Familie, Schule und im Umgang mit Gleichaltrigen erfolgreich zu bewältigen. Als Beispiele multimodaler Therapieprogramme können das Training mit aggressiven Kindern, das Training mit sozial unsicheren Kindern sowie das Therapieprogramm für Kinder mit hyperkinetischem und oppositionellem Problemverhalten genannt werden.

### Prävention und Gesundheitsförderung im Kindesalter
Die Prävention psychischer Störungen im Kindes- und Jugendalter nimmt einen großen Stellenwert in der Praxis und Forschung ein. Prävention hat das Ziel, die Entstehung einer psychischen Störung bei Kindern zu verhüten, indem Risikofaktoren reduziert und Schutzfaktoren gestärkt werden. Präventionsmaßnahmen können direkt beim Kind ansetzen (kindzentrierte Maßnahmen; z. B. Förderung sozial-emotionaler Kompetenz und sozialer Problemlösung) oder bei den Eltern oder Erziehern (kontextzentrierte Maßnahmen; Stärkung der Erziehungskompetenz).
Darüber hinaus kann zwischen universeller, selektiver und indizierter Prävention unterschieden werden. Während sich universelle Prävention an alle Kinder und Jugendlichen (z. B. eine ganze Schulklasse) richtet bzw. an alle Eltern, nehmen bei selektiven Präventionsmaßnahmen nur Risikokinder oder Risikofamilien teil (z. B. Kinder oder Eltern aus ärmlichen Verhältnissen). Indizierte Prävention richtet sich an Kinder und Jugendliche (bzw. an deren Eltern), bei denen bereits Anzeichen einer Verhaltensauffälligkeit, jedoch meist noch keine Diagnose vorliegen. Universelle Programme werden meist von Erziehern oder Lehrern durchgeführt, selektive und indizierte Programme außerhalb der Schule von Psychologen.
Inzwischen gibt es zahlreiche universelle (kindzentrierte) Präventionsprogramme für das Kindes- und Jugendalter. In vielen dieser Programme steht die Prävention von Gewalt, Aggression und Sucht im Vordergrund. Als Beispiele können genannt werden: Fit und Stark fürs Lebens, Verhaltenstraining im Kindergarten Verhaltenstraining in der Grundschule und Faustlos.
In den letzten Jahren hat die Untersuchung der Wirksamkeit von Präventionsprogrammen erheblich zugenommen. In Metaanalysen wird über Maßnahmen mit kognitiv-behavioral ausgerichteten Inhalten eine zufriedenstellende bis gute Wirksamkeit berichtet.

### Pädiatrische Psychologie
Bei der Pädiatrischen Psychologie werden psychologische Erkenntnisse und Methoden auf die Behandlung chronisch-körperlich kranker Kinder und Jugendlicher übertragen. Eine chronisch-körperliche Erkrankung (z. B. Asthma bronchiale, Neurodermitis) hat großen Einfluss auf die psychische und soziale Entwicklung des betroffenen Kindes und dessen Familie und kann bei unzureichender Bewältigung der erkrankungsbedingten Anforderungen sogar zur Entwicklung einer psychischen Störung führen. Diese wiederum beeinträchtigt den Krankheitsverlauf und die Krankheitsbewältigung.
Wesentliche Ziele der Pädiatrischen Psychologie bestehen darin, das Verständnis, die Akzeptanz und die Bewältigung der Krankheit beim betroffenen Kind und seiner Familie zu fördern, um eine langfristige Therapiemitarbeit (Compliance) und verbesserte Lebensqualität zu ermöglichen sowie die Entwicklung einer psychischen Störung vorzubeugen.
Zu den drei wichtigsten Interventionen bei chronisch-körperlichen Erkrankungen zählen die Patientenschulung (Vermittlung von krankheitsbezogenem Wissen und Fertigkeiten), Familienberatung und verhaltenstherapeutische Psychotherapie.

### Klinische Kinderneuropsychologie
Bei der Klinischen Kinderneuropsychologie handelt es sich um ein relativ neues Anwendungsgebiet der Klinischen Kinderpsychologie, das sich mit den Auswirkungen von Hirnschädigungen auf die kognitive, psychische und soziale Entwicklung beschäftigt. Hirnfunktionsstörungen können prä-, peri- oder postnatal verursacht sein und beziehen sich zum Beispiel auf Störungen der Aufmerksamkeit, Merkfähigkeit, des Erinnerungsvermögens und der Sprachfähigkeit. Aber auch umschriebene Entwicklungsstörungen schulischer Fertigkeiten sowie emotionale und Verhaltensauffälligkeiten können eine direkte oder indirekte Folge von Hirnfunktionsstörungen oder -schädigungen sein.
Die Klinische Kinderneuropsychologie verfolgt drei Ziele:
1. Erfassung von neuropsychologischen Folgen von Hirnschädigungen im Kindesalter,
2. Therapie der auftretenden Beeinträchtigungen und Störungen (z. B. mit Hilfe von Gedächtnistrainings) und
3. Re(Integration) der betroffenen Kinder in einen altersgerechten Alltag (= neuropsychologische Kinderrehabilitation).

Besonders umschriebene Entwicklungsstörungen wie die Lese-Rechtschreibstörung (Legasthenie) und die Rechenstörung (Dyskalkulie) sowie die Aufmerksamkeitsdefizit-/Hyperaktivitätsstörung (ADHS) konnten durch die Kinderneuropsychologie neu bewertet und neue Ansätze zur Diagnostik und Intervention abgeleitet werden.